# Rumspringa
Rumspringa se refiere a un periodo en la adolescencia de algunos jóvenes entre los amish —un movimiento dentro de los cristianos anabaptistas— que comienza alrededor de los dieciséis años y termina cuando el joven decide su bautismo dentro de la iglesia amish o elige abandonar la comunidad.  La vasta mayoría elige el bautismo y permanece dentro de la iglesia. No todos los amish usan este término —el conocido escritor amish John A. Hostetler no lo menciona en su tratado sobre esta religión cuando toca la adolescencia— pero entre aquellos que lo usan, se ve como un periodo de cortejo y para hallar una esposa.

## Visión popular

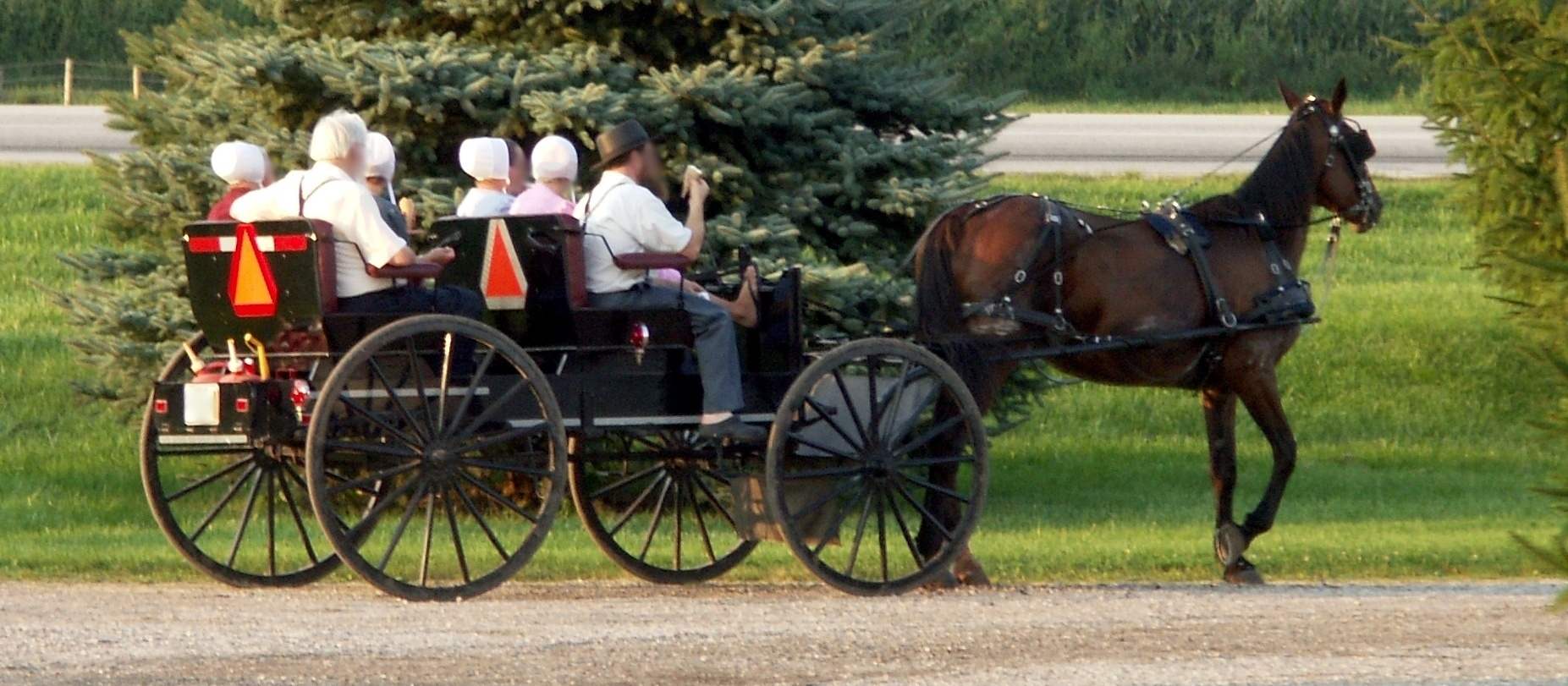

Como es el caso en muchas sociedades, los adolescentes amish pueden presentar conductas rebeldes, resistiéndose o desafiando un rito de paso para la juventud amish. Entre los amish que usan este término, sin embargo, rumspringa simplemente se refiere a la adolescencia en sí.  Durante ese tiempo cierta cantidad de malas conductas no es sorprendente y no tan severamente condenada. Adultos que se han comprometido públicamente con la fe serán sujetos a los altos estándares de la iglesia local. En sentido estricto, los adolescentes no están sujetos a las normas de los amish (el Ordnung) porque no han tomado la membresía como adultos de la iglesia a través del bautismo. Los adolescentes amish permanecen de todos modos bajo la estricta autoridad de sus padres, quienes sí se hallan sujetos al Ordung y no existe un periodo en el cual formalmente los adolescentes son “liberados” de estas reglas.

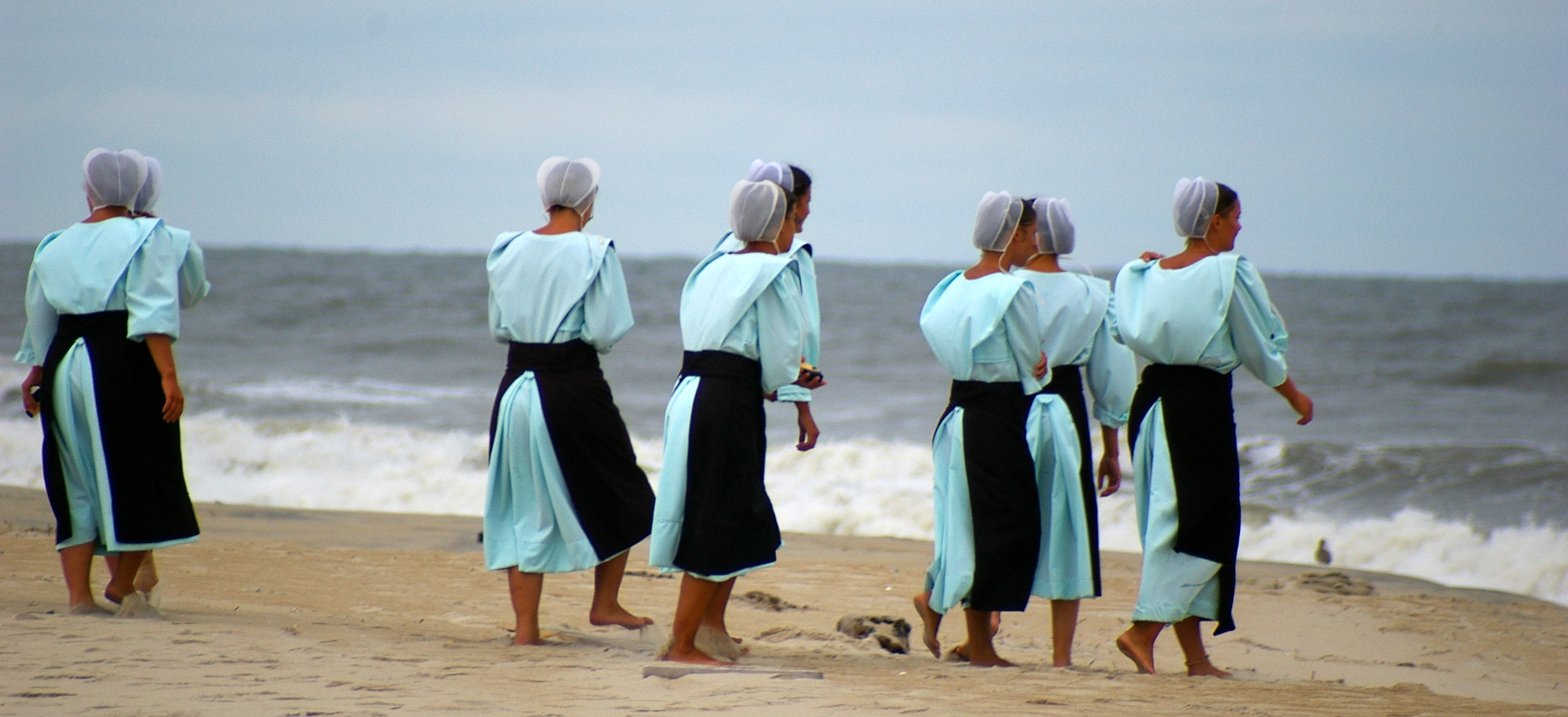

Existe, sin embargo, una minoría de los jóvenes amish que divergen de las normas establecidas y se los puede hallar:
- Vestiendose de ropas y peinados no tradicionales (refiriéndose a ellos como “ingleses”).
- Conduciendo vehículos que no son de tracción a sangre (en aquellas comunidades que evitan tal uso).
- No atendiendo las oraciones hogareñas.
- Bebiendo, fumando o usando “drogas de recreación”.
- Manteniendo relaciones prematrimoniales.
- utilizando la tecnología moderna, como teléfonos celulares.

No todos los jóvenes divergen de las costumbres durante este periodo; aproximadamente la mitad en las comunidades más grandes y la mayoría en las más pequeñas comunidades amish permanecen dentro de las normas amish de vestimenta y conducta durante la adolescencia.

## Dejando la comunidad
Algunos jóvenes amish se separan de hecho de la comunidad, incluso yendo a vivir entre los “ingleses” (los no amish), experimentando con la tecnología moderna y quizás con el sexo, drogas y alcohol. Su comportamiento durante este período no les prohíbe retornar para el bautismo adulto en la iglesia amish. La mayoría de ellos no deambulan lejos de sus hogares paternos durante este período, y una gran cantidad al final elige unirse a la iglesia. De todos modos la proporción varía entre las comunidades y aún dentro de la comunidad. Por ejemplo, los Amish de Swartzentruber tienen una mayor tasa de retención que los Amish de la Nueva Orden en el condado de Holmes en estado de Ohio. Las cifras eran significativamente más bajas en los años 1950. Sin embargo, la deserción de las comunidades amish no es una tendencia de larga duración y era un problema mayor en los primeros años de las colonias.

## Variaciones
Así como ocurre con los no amish, la respuesta de las comunidades y de las familias varía al mal comportamiento adolescente. En algunos casos, la paciencia y el olvido prevalecen, mientras que en otras se aplica una rigurosa disciplina. Lejos de ser una separación frontal y abierta de las costumbres paternales, los desmanes de los jóvenes durante el rumspringa suelen ser furtivos, aunque con frecuencia de carácter grupal (esto es especialmente cierto en poblaciones más pequeñas y aisladas). Grupos de adolescentes amish se pueden encontrar en un pueblo y cambiarse a ropaje “inglés”, compartir tabaco, alcohol y marihuana; las chicas pueden usar joyería y cosméticos. Pueden o no mezclarse con los no amish en estas incursiones. La edad del período se marca normativamente en algunas comunidades amish, permitiéndole al joven varón comprar un “carruaje de cortejo”. Algunas opiniones sostienen que la rebelión adolescente tiende a ser más radical e institucionalizada —y por lo tanto, más aceptada— en las comunidades más restrictivas. 
La naturaleza del periodo del rumspringa difiere entre individuos y entre comunidades. En grandes comunidades como la de los condados de Lancaster en Pensilvania, las de  los de Logan, Hardin, Wayne y Holmes en Ohio y las de los de Elkhart y LaGrange en Indiana, los amish son lo suficientemente numerosos como para que existiera una subcultura adolescente de los amish. Durante el periodo del rumspringa, los jóvenes de estas comunidades numerosas se unirán a varios grupos, que varían entre los más a los menos rebeldes. Estos grupos no se dividen por lazos entre las iglesias tradicionales amish. En comunidades más pequeñas, los jóvenes amish pueden tener un periodo de rumspringa más restringido debido a su tamaño menor. Del mismo modo, se pueden ver menos afectos a tomar parte en comportamientos rebeldes ya que el anonimato ofrecido en las comunidades más grandes está ausente. 
Los jóvenes menonitas de Wenger también atraviesan un periodo de rumspringa entre las edades de 16 a 18 años y típicamente no toman el cariz de las ofensas de los grupos amish más rebeldes.

## Etimología
Rumspringa, literalmente “corriendo alrededor” (o "correr por todos lados") en el alemán de Pensilvania, es una contracción de rum, un adverbio que significa “alrededor” (también usado como un prefijo separado como en el caso de rumschipringe) y el verbo springen, que significa “correr” o “saltar”. La palabra rumspringa está emparentada con la palabra del alemán estándar herumspringen. El omitir el prefijo he dejando sólo la sílaba "rum" está ampliamente aceptado en el alemán coloquial de Pensilvania y no cambia el significado del prefijo. En el idioma alemán moderno la palabra springen significa “saltar”; herumspringen, en ese sentido, significaría algo así como “brincando alrededor”. Sin embargo, en el alemán suizo, así como en algunos dialectos del alemán, springe significa correr además de saltar. En alemán moderno “saltar” se traduciría con el verbo hüpfen.

## Cobertura mediática
El rumspringa se trata en el documental dirigido por Lucy Walker llamado Devil’s Playground (“El Patio de juegos del diablo”), que fue nominado para el Independent Spirit Award como Mejor Documental así como a tres Premios Emmy (Mejor Documental, Mejor Edición y Mejor Cinematografía). Derivados del documental son el libro con las transcripciones de las entrevistas de Walker, llamado Rumspringa: To Be or Not To Be Amish ("Rumspringa: Ser o no Ser Amish") y un programa de telerrealidad de la cadena UPN llamado Amish in the City (“Amish en la ciudad”). 
Una visión popular del rumspringa provee de un marco satírico para el filme Sex Drive.